# Manolo Cardona

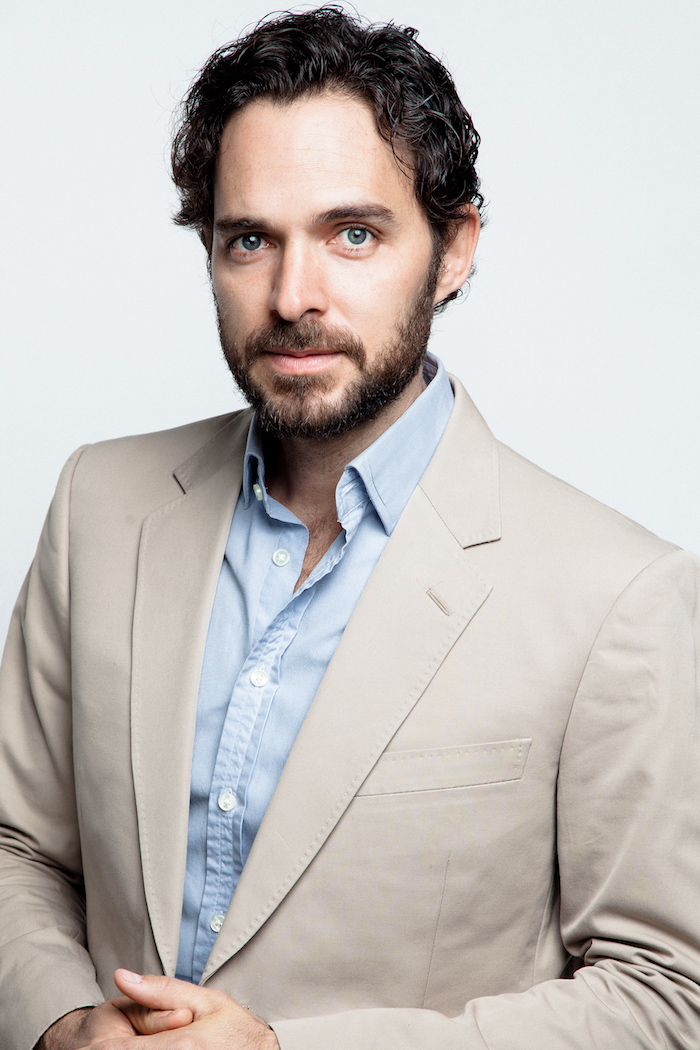
Manolo Cardona (2016)

Manuel „Manolo“ Julián Cardona Molano (* 25. April 1977 in Popayán, Departamento del Cauca) ist ein kolumbianischer Film- und Fernsehschauspieler sowie Filmproduzent.

## Leben
Manuel Cardona wurde in eine angesehene bürgerliche Familie hineingeboren. Sein Vater Enrique Javier Cardona war einst Bürgermeister der Großstadt Popayán, wo Manuel Cardona geboren wurde; seine Mutter ist Psychologin von Beruf. Cardona hat vier Brüder. Im Alter von ungefähr sieben Jahren erhielt er von seiner Familie den Spitznamen „Manolo“, den er später zu seinem Künstlernamen machte.
Sein älterer Bruder war es, der Manolo im Alter von 14 Jahren mit einer Werbeagentur in Verbindung brachte. So konnte er in einem Werbespot für eine Schuhmarke erste Erfahrungen als Schauspieler sammeln. Später stand er in Cali auch auf dem Laufsteg. Doch Cardona wollte nicht Fotomodel werden und zog daher bald darauf in die Hauptstadt Bogotá. Hier begann er Internationale Beziehungen und Finanzwissenschaften zu studieren. Doch schon bald bekam er erste Engagements als Schauspieler. So feierte er 1995 im Alter von 18 Jahren in der Seifenoper Padres e hijos sein Debüt als Fernsehschauspieler.
Manolo Cardona gilt in Kolumbien als einer der gefragtesten Serienschauspieler. Seinen Durchbruch sollte er mit der Telenovela ¿Por qué diablos? feiern, in der er ab 1999 einen jugendlichen, zu Unrecht verurteilten Straftäter verkörperte. Nur gelegentlich sollte er auch für Spielfilme verpflichtet werden, darunter die 2008 produzierte Filmkomödie Beverly Hills Chihuahua, eine seiner bis dato wenigen US-amerikanischen Produktionen. 2018 stand er als Jesus in der Telenovela Maria Magdalena – Eine Frau geht ihren Weg vor der Kamera.
Seit 2010 ist Manolo Cardona auch als Filmproduzent hinter der Kamera tätig und produziert auch jene Serien und Filme, in denen er mitwirkt.
Manolo Cardona ist seit 2012 mit Valeria Santos verheiratet, der Nichte des ehemaligen kolumbianischen Staatspräsidenten und Friedensnobelpreisträgers von 2016, Juan Manuel Santos. Die beiden haben zwei Töchter.

## Filmografie (Auswahl)
- 2005: Rosario, die Scherenfrau (Rosario Tijeras)
- 2008: Beverly Hills Chihuahua
- 2010–2014: Covert Affairs (Nebenrolle)
- 2012: Border Run – Tödliche Grenze (The Mule)
- 2014: Fort Bliss
- 2015–2017: Narcos (Nebenrolle)
- 2018–2019: Maria Magdalena – Eine Frau geht ihren Weg (María Magdalena)
- 2021–2022: Wer hat Sara ermordet? (¿Quién mató a Sara?)
- 2023: Einer muss sterben (Uno para morir)
- 2023: Tödliche Einladung (Invitación a un asesinato)